# Xã Chouteau, Quận Clay, Missouri
Xã Chouteau (tiếng Anh: Chouteau Township) là một xã thuộc quận Clay, tiểu bang Missouri, Hoa Kỳ. Năm 2010, dân số của xã này là 50.819 người.